# Убийство Дарьи Максимовой

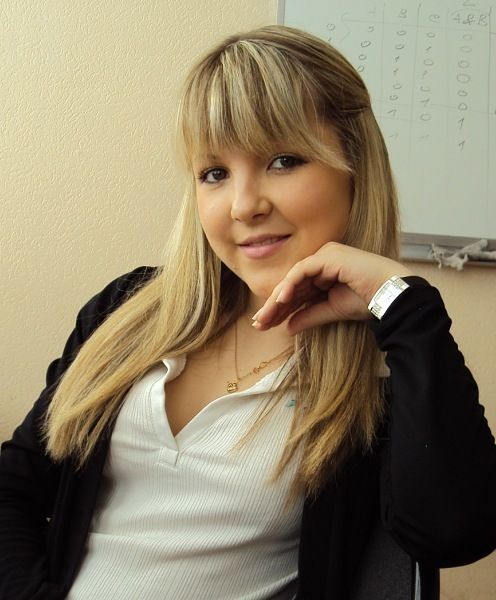
Дарья Максимова

Убийство Дарьи Максимовой — преступление, совершённое 19 августа 2011 года в Казани. По версии следствия, на молодую девушку было совершено нападение в лесополосе рядом с пляжем озера Глубокое, в ходе которого она была забита до смерти предположительно восемью ударами арматурного прута по голове. Жестокое убийство 17-летней девушки получило общественный резонанс в Татарстане и активно обсуждалось в СМИ, потому как по одной из версий следствия в Казани действовал серийный убийца, который до убийства Максимовой совершил ещё ряд нападений на молодых девушек. Расследование убийства по горячим следам не принесло результатов. За последующие годы следствием было проработано множество версий, но ни одна из них не нашла подтверждения.
В разные годы в число подозреваемых в совершении убийства Максимовой попали несколько человек, которые в день убийства находились рядом с озером Глубокое, однако их причастность к совершению преступления доказана не была, после чего уголовное дело было направлено в Москву, в Следственный комитет Российской Федерации, где следователи после тщательного изучения дела пришли к выводу, что в рамках расследования было сделано все возможное для раскрытия преступления, после чего расследование убийства Максимовой было приостановлено. Лишь в феврале 2021 года по подозрению в совершении убийства Дарьи был арестован житель Казани 48-летний Игорь Птицин. Он был арестован на основании результатов ДНК-экспертизы, когда проходил проверку по совершенно другому уголовному делу. В ходе первых допросов Птицын признался в совершении убийств трех девушек, в том числе в убийстве Дарьи Максимовой.
28 октября 2022 года Игорь Птицын был признан виновным в убийстве Дарьи Максимовой и приговорён к пожизненному заключению.

## Предыстория
Дарья Вячеславовна Максимова родилась 27 сентября 1993 года в Казани в семье Вячеслава и Марины Максимовых. У неё было два старших брата. После окончания школы девушка поступила в казанский филиал Российской академии правосудия.  Будучи студенткой, Максимова являлась активисткой, занималась танцами и общественной работой, благодаря чему пользовалась популярностью. Незадолго до гибели она принимала участие в конкурсе красоты, который проходил в учебном заведении.

## Убийство

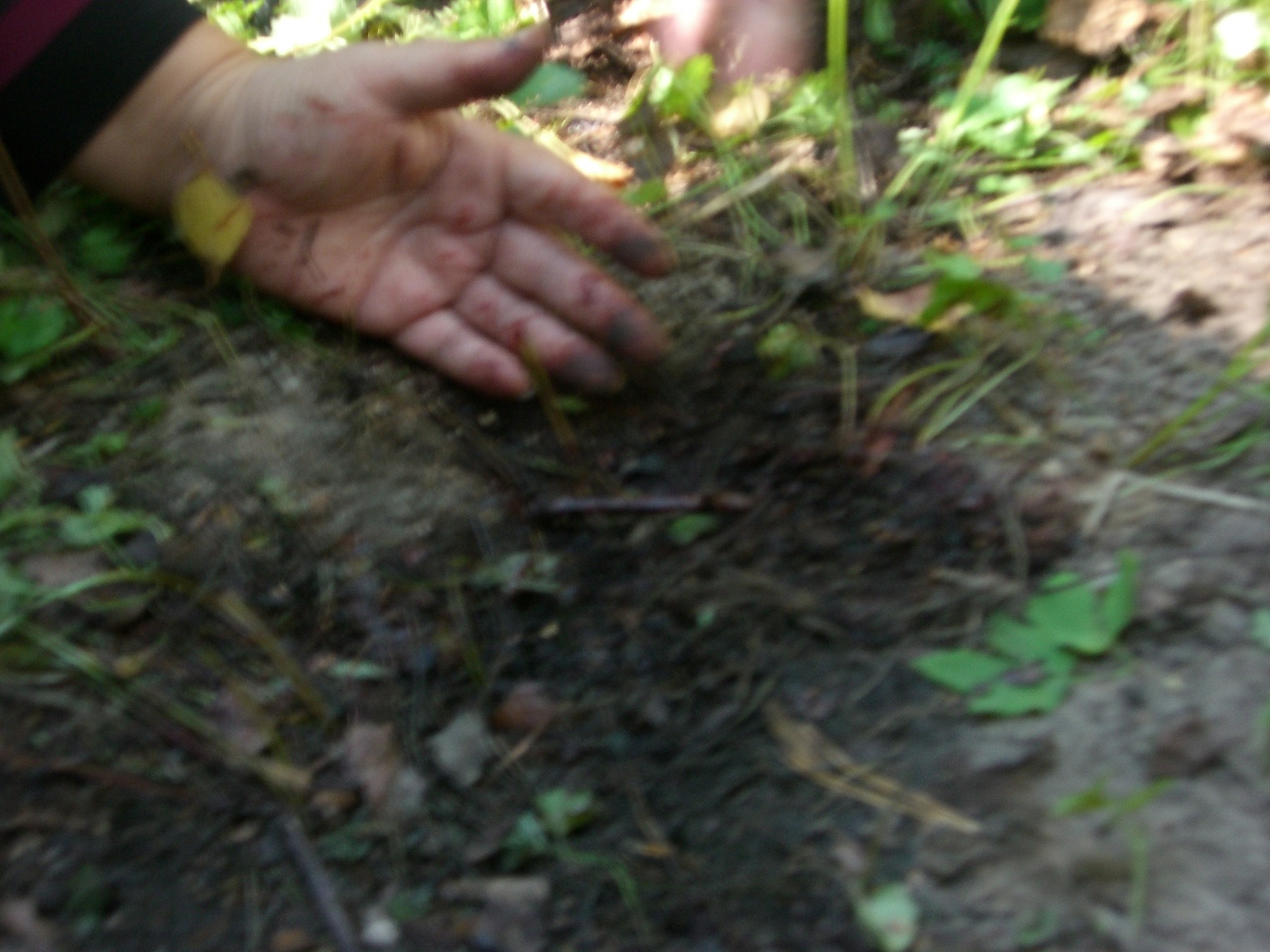
Пропитанная кровью земля с места убийства

Летом 2011 года Максимова нашла подработку на период летних каникул. Девушка устроилась продавцом в один из магазинов Казани. 19 августа 2011 года Дарья решила отдохнуть и поехала на озеро Глубокое, чтобы позагорать и побыть на природе. Вскоре после приезда на пляж к Максимовой стали проявлять знаки внимания несколько парней, которые также в тот день отдыхали на берегу озера. По одной из версий, девушка начала подвергаться сексуальным домогательствам со стороны кого-то из них. Незадолго до смерти девушка успела совершить несколько звонков. Примерно в 16.00 Максимова позвонила своему приятелю в Казань и рассказала о том, что к ней пристают какие-то парни. Немного позже Дарья позвонила своему молодому человеку с просьбой увезти её из этого района, после чего примерно в 16:30 Дарья направилась через лес на автобусную остановку, где её должны были встретить, однако до остановки девушка так и не дошла. В этот период Максимова совершила ещё два звонка, которые были адресованы жене её брата. Согласно её показаниям, во время первого звонка Дарья снова пожаловалась о том, что подвергается приставаниям со стороны молодых мужчин, однако через несколько минут Максимова якобы снова ей позвонила и заявила о том, что направляется на остановку, а незнакомцы оставили её в покое. В это время, согласно свидетельствам жены её брата, связь с Максимовой прервалась и наступила тишина, после чего появился неопределенный звук, который она определила как звук шуршания травы вследствие волочения тела, после чего связь с Максимовой окончательно прервалась и её телефон впоследствии был недоступен для связи.
Тело девушки было обнаружено вечером того же дня её молодым человеком и его друзьями, которые после того как она не объявилась на остановке, отправились на её поиски. В ходе поисков молодые люди нашли свидетеля, который подтвердил информацию о том, что одна из девушек, отдыхающих на пляже подвергалась сексуальным домогательствам со стороны отдыхающих парней, однако он по неустановленным причинам не предпринял никаких действий и не обратился к сотрудникам полиции, которые находились возле беседок с оборудованными местами для жарки шашлыка. Частично обнаженное тело Дарьи Максимовой находилось в зарослях кустарника рядом с грунтовой тропинкой, ведущей к пляжу озера. Девушка была избита. Первоначально сообщалось, что Максимова была подвергнута изнасилованию, однако впоследствии следствие на основании результатов судебно-криминалистической экспертизы опровергло факт изнасилования девушки. По факту убийства в Зареченском МРСО СУ СКР по Республике Татарстан было возбуждено уголовное дело.

## Расследование
В ходе предварительного расследования сотрудники полиции задержали около тридцати уроженцев Кавказа, находившихся в тот день в окрестностях озера Глубокое. В ходе допросов личности парней, которые приставали к Максимовой, были установлены. Один из них признался, что довольно настойчиво пытался познакомиться с убитой, однако заявил, что после того как Максимова отказала ему в знакомстве, он вернулся к своей компании, а девушка ушла с пляжа. Свою причастность к изнасилованию и убийству Дарьи он отрицал. Тем не менее он и его друг, которые оказались лицами армянской национальности, остались в числе подозреваемых в совершении убийства, а ещё двое их знакомых скрылись и были объявлены в розыск. Версия о причастности к убийству Максимовой представителей кавказских диаспор стала основной на начальном этапе расследования. Это озвучил представителям СМИ помощник руководителя Следственного управления Следственного комитета РФ по Республике Татарстан по связям со СМИ, подполковник юстиции Эдуард Абдуллин.
Вопрос о национальности преступников стал одной из причин, по которой дело об убийстве девушки вызвало значительный общественный резонанс в Казани и республике. Данный факт чуть не привел к разжиганию межнациональной розни, так как общественность начала обвинять полицейских и чиновников в том, что те велели местным СМИ не указывать национальную принадлежность задержанных.
Однако уже 26 августа того же года Эдуард Абдуллин заявил о том, что задержанные доказали свое алиби, после чего их вынуждены были отпустить, а новым подозреваемым стал 40-летний уроженец Саратовской области, татарин по национальности. Мать Дарьи Максимовой раскритиковала официальную версию следствия и настаивала на том, что её дочь была убита группой людей, иначе девушка оказала бы сопротивление, а её крики были бы услышаны, однако полиция опровергла версию о банде кавказцев-убийц, изнасиловавших и убивших студентку, заявив, что, судя по почерку преступления, убийца был один.

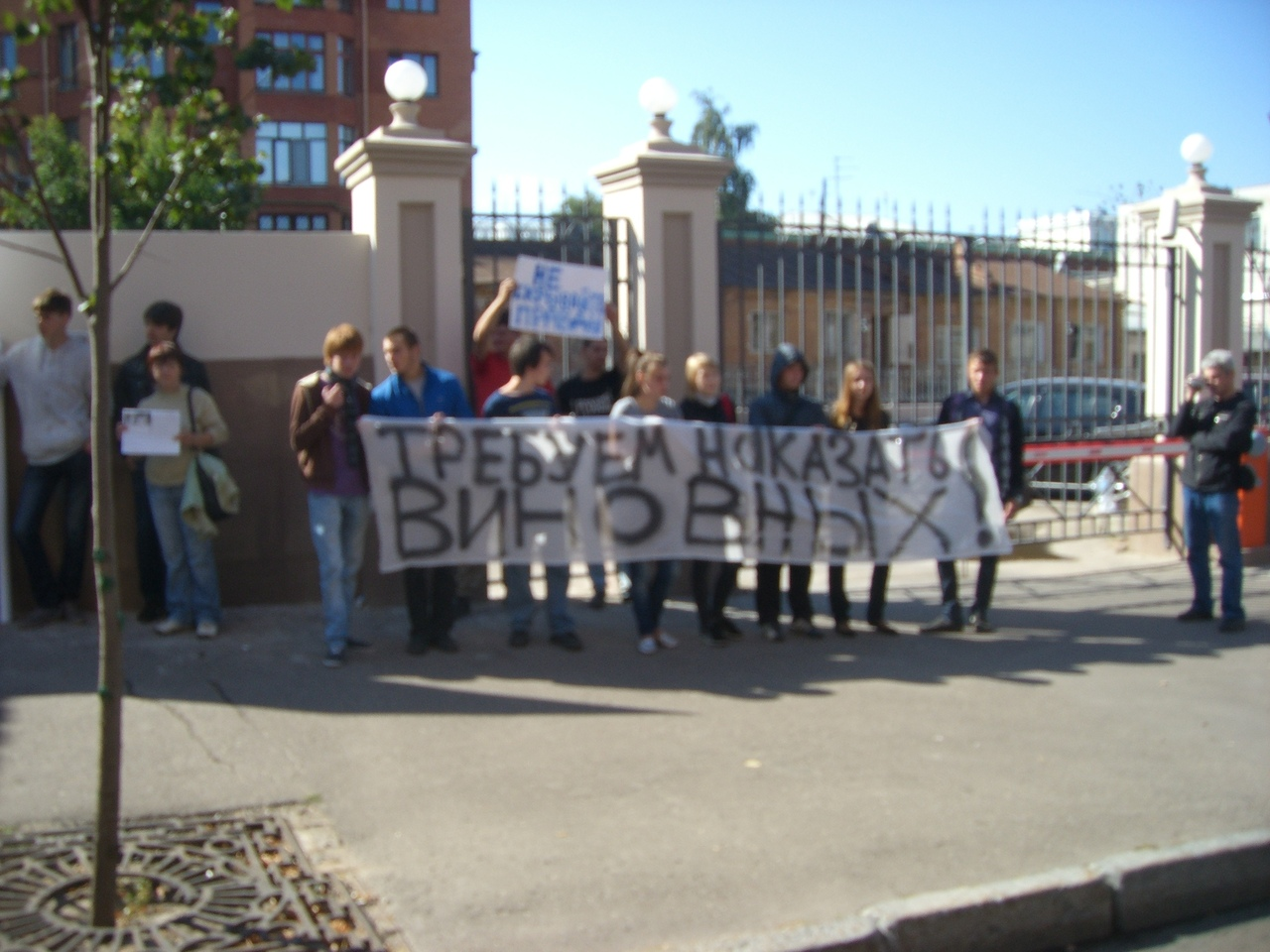
Пикет в память Дарьи Максимовой

На следующий день, 27 августа, под окнами Следственного комитета родные, друзья, одноклассники Дарьи Максимовой и представители молодёжного крыла «Общества русской культуры» организовали пикет, вследствие чего перед ними и журналистами отчитался о ходе расследования и. о. руководителя следственного управления СКР по Республике Татарстан Айрат Ахметшин. Как рассказали представители СК, 40-летний задержанный был допрошен, и у него была изъята одежда. Ахметшин не смог озвучить итоги судебно-следственной экспертизы, которые должны были быть известны только к вечеру 27 августа, но заявил о вероятности того, что расследование может завершиться уже в сентябре 2011 года. По словам Айрата Ахметшина, следователи подозревают, что речь идет о серии преступлений, так как убийца готовился к преступлению, потому как действовал грамотно, быстро и следов не оставил. Версию о том, что к убийству причастны несколько человек Ахметшин не исключил, заявив что у задержанного возможно имелись сообщники, но опроверг версию о том, что в преступлении могут быть замешаны кавказцы. После Айрата Ахметшина, перед журналистами выступил начальник полиции Казани Артем Кузнецов, который заявил, что в ходе расследования на предмет причастности к преступлению отрабатывались все, кто так или иначе был связан с местностью, простирающейся от микрорайонов Юдино до микрорайона Жилплощадка, где проживали представители кавказской диаспоры. Кузнецов заявил, что у всех, кто вызывал подозрение, были взяты геномные образцы и они прошли допрос на полиграфе. Всего, как отчитался старший следователь следственного отдела Казани СУ СКР по Республике Татарстан Ленар Хабибуллин, следствие рассматривало четыре версии. Первая — убийца действовал из корыстных побуждений. Вторая — преступники хорошо знали погибшую. Согласно третьей — с убийцей Максимова могла познакомиться на пляже. И согласно четвёртой — преступление совершил серийный убийца.
В начале 2012 года первый заместитель прокурора Республики Татарстан Артем Николаев заявил о том, что в ходе следствия и многочисленных экспертиз лица, которых изначально подозревали в совершении убийства Дарьи Максимовой не причастны к убийству, а личность убийцы не установлена, благодаря чему следствие по делу об убийстве 17-летней Максимовой было продлено до 19 марта 2012 года. После этого к расследованию подключились участники телепрограммы «Битва экстрасенсов», к которым обратились друзья убитой. Экстрасенсы побывали на месте убийства, на кладбище, в доме Максимовой, а также сумели пообщаться со следователями. Выпуск, посвящённый расследованию убийства Дарьи Максимовой, вышел на экраны в феврале 2012 года. Участники съёмок пытались восстановить те события и найти виновного. В конечном итоге они сошлись на мнении, что убийство студентки было делом рук человека, возможно серийного убийцы, который страдал психическим расстройством и совершил на тот момент уже несколько аналогичных по способу действия преступлений[значимость факта?].
В июле того же года старший помощник руководителя Следственного управления Следственного комитета России по РТ Эдуард Абдуллин сообщил информационному агентству «Тема Казань» о приостановлении расследования уголовного дела за отсутствием обвиняемого. Абдуллин пояснил, что оперативную работу по поиску преступника продолжают сотрудники Министерства внутренних дел по Республике Татарстан.
В 2013 году новым подозреваемым в совершении убийства Дарьи стал житель Казани по имени Руслан Маслов, который работал на очистных сооружениях города и был арестован после того, как совершил нападение на девушку, в результате которого она получила от Маслова несколько ударов кирпичом в область головы. После ареста Маслов проверялся на причастность к совершению других нападений и убийств. В частности подозреваемому было предложено пройти проверку на полиграфе и ответить на вопросы, касающиеся гибели Дарьи Максимовой, так как сигнал с пропавшего телефона Максимовой в последний раз был запеленгован сотрудниками полиции как раз недалеко от места его работы, однако Маслов категорически отказался от прохождения проверки. Он отказался признать свою причастность к убийству девушки. Из-за отсутствия доказательств Маслов в 2014 году Кировским районным судом города Казани был осужден только по обвинению в совершении нападения на другую девушку и получил в качестве уголовного наказания девять с половиной лет лишения свободы. Родители Максимовой отказались верить в непричастность Маслова. В частности отец убитой Вячеслав Максимов предположил, что Руслан Маслов отказался проходить проверку на полиграфе на основании того, что как минимум был свидетелем убийства его дочери.
В июне 2014 года в районе озера Глубокое было совершено ещё одно нападение на 18-летнюю девушку, в ходе которого она была избита. Преступник в ходе нападения нанес девушке большое количество ударов по голове с помощью ног и рук, после чего начал бить её головой об асфальт, но в конечном итоге жертва осталась жива. С семьей жертвы вышла на связь мать Дарьи Максимовой — Марина Максимова, которая узнав как продвигается расследование, раскритиковала следствие и обвинила их в некомпетентности. В частности Марина Максимова отметила, что во время расследования убийства её дочери следователи не исследовали одежду, часы и украшения Дарьи, на которых могли остаться следы ДНК преступника. Футболка Максимовой была отправлена на криминалистическую экспертизу только через месяц после убийства, но результаты экспертизы были признаны неубедительными в связи с неправильным хранением вещественных доказательств. В случае с новым нападением на девушку, следователи не взяли эпителий из под ногтей пострадавшей, а вещи, также как и вещи Дарьи Максимовой не были вовремя отправлены на экспертизу. Через месяц, в июле того же года, было объявлено что с 2011 года это был уже пятый случай нападения на девушек в районе озера Глубокое. В мае 2011 года неизвестный преступник напал на 22-летнюю Инну Солодякину, которая была найдена обнаженной ниже пояса с пробитой головой в зарослях кустарника недалеко от пляжа озера Глубокое. Солодякина пролежала три дня без сознания в лесу, прежде чем её обнаружили, а потом неделю провела в больнице в бессознательном состоянии. 17 июля этого же года с такими же травмами в той же местности была обнаружена забитой до смерти 16-летняя Ксения Антонова. 21 июля 2013 года неизвестный мужчина в чёрной шапочке напал на женщину в лесопосадке около озера Глубокое, в ходе которого жертва получила удар ножом в область живота, но сумела отбиться и убежать от преступника. Уголовные дела Солодякиной, Антоновой и Максимовой вскоре были объединены в одно уголовное дело, так как согласно новой официальной версии следствия, в городе действовал серийный убийца. Был составлен психолого-криминалистический портрет серийного преступника, согласно которому, преступник являлся мужчиной, находящимся в возрасте 30-40 лет, который воспитывался в социально-благополучной обстановке, успешно учился в школе и возможно имел высшее образование по профессии педагог, врач, юрист, бухгалтер, инженер или технолог. Коллегами он вероятно мог характеризоваться как человек, имеющий семью, детей, постоянное место жительства, но демонстрирующий странности в поведении. Следствие предположило, что преступник вероятно имеет проблемы, связанные с эректильной дисфункцией, благодаря чему находится в состоянии внутриличностного конфликта и возможно в состоянии конфликта со своей женой, вследствие которых он начал совершать преступления.
В этот период мать Максимовой вела собственное расследование, в рамках которого с помощью социальных сетей собирала информацию о возможных подозреваемых, после чего передавала эту информацию полиции, где следователи досконально проверяли каждое сообщение, но в конечном итоге результата это не принесло и уголовное дело за отсутствием подозреваемого было приостановлено. В этот период 28 мая 2017 года в ходе ссоры был убит один из родных братьев Дарьи Максимовой — 30-летний Илья Максимов.

## Арест Птицина

Игорь Птицин

После приостановления расследования уголовное дело об убийстве Максимовой и других девушек было передано в Москву, где следователи и криминалисты Главного управления криминалистики СК России, в ходе работы по раскрытию преступлений прошлых лет провели исследование имевшихся в деле вещественных доказательств, в результате которых обнаруженный геномный материал был сопоставлен с биологическими следами одного из жителей Казани, проверявшегося на причастность к совершению преступления, в результате которого пострадала девушка. Экспертиза обнаружила полное совпадение ДНК, после чего злоумышленник был задержан 16 февраля 2021 года и ему предъявлено обвинение в совершении преступления, предусмотренного п. «к» ч. 2 ст. 105 УК РФ (убийство, сопряженное с изнасилованием).
Задержанным оказался 48-летний Игорь Геннадьевич Птицин, который на момент ареста числился охранником на одном из оборонных заводов Казани и незадолго до задержания уволился из ФГУП «Охрана Росгвардии». Летом 2011 года Птицин работал на предприятии, расположенном неподалеку от озера Глубокое, где была убита Максимова. Птицину было предъявлено обвинение в совершении убийства 30-летней женщины, которая была обнаружена изнасилованной и частично обнаженной в конце августа 2009 года с проломленной головой в лесопосадке Авиастроительного района Казани, рядом с местом, где была убита 16-летняя Ксения Антонова. Ранее Игорь Птицин проверялся на причастность к совершению другого преступления, вследствие чего у него был взят образец слюны. После ареста в ходе допроса Птицин дал признательные показания в совершении серии нападений на девушек, находящихся в возрасте 17-35 лет, которые произошли на территории Казани в период с 2009 года по 2017 год, в ходе которых три девушки были убиты. Птицин признался в совершении убийства Дарьи Максимовой, после чего в марте того же года в сопровождении конвоиров и следователей принял участие в проведении следственных экспериментов, во время одного из которых рассказал, как убивал Максимову:
Встретил молодую девушку худощавого телосложения, ростом примерно 1.75, на вид 20-25 лет. Она была одета в короткую юбку и короткую блузку бледновато-желтого цвета. Она упала после нанесенных ударов, я ее взял так, чтобы у меня середины предплечий были у нее подмышками, после этого поволок ее туда. После нанес ей еще два-три удара по голове той же самой деревянной палкой, которая лежала у меня в руках.
После задержания Птицина, несмотря на его признание в совершении убийства Дарьи Максимовой, родители Дарьи подвергли сомнению достоверность его свидетельств, заявив, что не уверены в виновности Игоря Птицина, так как на начальном этапе расследования следователи допустили множество нарушений, что осложнило сбор доказательств спустя годы после совершения преступления. В отношении Птицина полицией в дальнейшем были проведены следственные действия, направленные на установление всех обстоятельств произошедшего и выявление дополнительных эпизодов, однако после апреля 2021 года достоверных сведений о ходе следственных действий и результатах криминалистических экспертиз нет.
28 октября 2022 года Игорь Птицин был признан виновным по всем пунктам обвинения, в том числе в убийстве Дарьи Максимовой, и приговорён к пожизненному заключению. Кроме убийства Максимовой, он был признан виновным в убийстве двух других девушек, а также в серии изнасилований.

## Комментарии
1. ↑  Одного из братьев зовут Илья[5].